# Episodi di Nonno Felice (prima stagione)
Questa è la lista degli episodi della prima stagione di Nonno Felice.

## Prima stagione
| nº | Titolo episodio               |
| -- | ----------------------------- |
| 1  | Un pugno nell'occhio          |
| 2  | Tutto quello che...           |
| 3  | Una domenica movimentata      |
| 4  | Viva zio Paperone             |
| 5  | OK la festa è giusta          |
| 6  | Viva i nonni!                 |
| 7  | Ma diamo i numeri?!           |
| 8  | Il domandone                  |
| 9  | Una bibita clamorosa          |
| 10 | A come astromania             |
| 11 | Liberi tutti                  |
| 12 | Solo una questione di spiriti |
| 13 | Il problema                   |
| 14 | Lo scontrino                  |
| 15 | Destinazione maestra          |
| 16 | La grande sfida               |
| 17 | Rose rosse per te...          |
| 18 | Ciak si gira!!                |
| 19 | Il giorno della prima         |
| 20 | Tanti auguri nonno            |

## Un pugno nell'occhio
Soggetto & Sceneggiatura: Umberto Simonetta e Italo Terzoli; Fotografia: Nevio Sivini
In casa Malinverni giunge una telefonata: è la maestra del piccolo Federico che informa i genitori che il figlio s'è reso responsabile di una lite durante la quale ha sferrato un pugno ad un compagno di classe. Nell'attesa dell'arrivo in casa Malinverni della maestra di Federico, per chiarire personalmente con i genitori del bambino il grave episodio anche alla luce di eventuali provvedimenti, nonno Felice, con la complicità delle sorelline Eva e Morena escogitano un piano per togliere dai guai il piccolo Federico.
- Altri interpreti: Elena Guarnieri (Maestra Tacchini)

## Tutto quello che...
Soggetto & Sceneggiatura: Barbara Cappi e Giorgio Vignali; Fotografia: Adriano Bernacchi
In casa Malinverni fa visita la maestra del piccolo Federico: è piuttosto alterata in quanto il bambino avrebbe tentato di baciare una compagna di cui è invaghito e consiglia ai genitori di affrontare col figlio il tema della sessualità. Il consiglio della maestra mette non poco in imbarazzo i genitori nonché Nonno Felice, che per levarsi dall'imbarazzo, decide di chiedere aiuto ad una specialista di sessualità infantile. Bastano pochi minuti e Nonno Felice si rende subito conto che la dottoressa era del tutto inadeguata, per cui decide di congedarla. Alla fine sarà proprio nonno Felice ad affrontare il delicato argomento con Federico, e dopo una lunga notte passata a parlare era certo che il nipote avesse compreso tutto, ma...
- Altri interpreti: Elena Guarnieri (Maestra Tacchini), Daniela Piperno (Dott.ssa Martini)

## Una domenica movimentata
Soggetto & Sceneggiatura: Umberto Simonetta; Fotografia: Nevio Sivini
La famiglia Malinverni è tutta riunita davanti al televisore intenta a guardare un documentario contro il razzismo: concluso il programma tutta la famiglia era d'accordo sul fatto che il razzismo fosse una cosa negativa. Poco dopo, come tutte le domeniche, nonno Felice, accompagnato dal nipote Federico, si reca allo stadio per seguire una partita di calcio. Prima, però, si ferma a fare quattro chiacchiere nel bar sotto casa: proprio qui viene raggiunto da Franco e Ginevra preoccupati perché le gemelline Eva e Morena hanno la febbre piuttosto alta e per il fatto che non riescono a contattare il pediatra. Nonno Felice decide quindi di rientrare a casa e prova a mettersi in contatto col suo medico. Qui sulla segreteria ottiene il numero del medico sostituto. Il medico sostituto arriva dopo pochi minuti, ma...

## Viva zio Paperone
Soggetto & Sceneggiatura: Barbara Cappi e Giorgio Vignali; Fotografia: Nevio Sivini
Nonno Felice sta chiacchierando con l'amico Dudù nel bar sotto casa quando nel locale si presenta uno strano personaggio per acquistare una bottiglia di champagne sostenendo che doveva festeggiare con alcuni parenti che aveva appena rincontrato dopo anni. Una volta rientrato a casa Nonno Felice trova la famiglia intenta ad aprire dei generosi regali che sono appena stati consegnati. Stupito della cosa, gli viene spiegato che Ginevra ha uno zio che s'è trasferito in America dove si è arricchito; lo zio era proprio il singolare personaggio che aveva conosciuto poco prima al bar. Il ricco parente ha riempito di regali tutta la famiglia, in particolare i bambini, che restano affascinati dai racconti che questi dispensa; la cosa infastidisce non poco nonno Felice che si sente messo in disparte dal nuovo ospite. Una sera trova a terra il passaporto dello zio di Ginevra e qui scopre una cosa inaspettata.

## OK la festa è giusta
Soggetto & Sceneggiatura: Barbara Cappi e Giorgio Vignali; Fotografia: Adriano Bernacchi
I coniugi Malinverni si stanno preparando a trascorrere alcuni giorni a Roma, lasciando a casa i figli assistiti da nonno Felice: la cosa rende felice i ragazzi perché col nonno possono fare cose che normalmente non farebbero. Mentre stanno giocando giunge una telefonata per Federico: è un compagno di scuola che lo invita ad una festa in campagna. Federico è felice dell'invito, ma la sua gioia passa quando il nonno, dopo aver telefonato ai genitori, gli comunica che avrebbe dovuto rinunciare alla festa. Il bambino resta molto male per il rifiuto e si chiude in camera sua: nonno Felice, per consolarlo, decide di organizzare lì in casa una festa dove avrebbe potuto invitare tutti i compagni di scuola. Arriva il giorno della festa, ma tra gli altri si presenta anche, non invitato, un compagno che tutti isolavano perché indisciplinato: nonno Felice lo invita, ma lui decide di rovinare la festa. Parlando col bambino nonno Felice scopre che è così perché i genitori si stanno separando e, quindi, studia un escamotage per farlo accettare agli altri. La festa finalmente è finita quando tornano da Roma Ginevra e Franco che, per farsi perdonare da Federico, hanno pensato ad una sorpresa.

## Viva i nonni!
Soggetto & Sceneggiatura: Silvana Convertini, Barbara Cappi e Giorgio Vignali; Fotografia: Adriano Bernacchi
Franco e Ginevra hanno deciso di fare una settimana bianca. Per alleggerire le responsabilità di gestire i tre figli sulle spalle di nonno Felice della copia decidono di farlo aiutare da nonna Adele, mamma di Ginevra: questa decisione non viene minimamente apprezzata da nonno Felice perché la signora, dai metodi molto snob non ha mai avuto un buon rapporto con Felice. La connivenza forzata inizia e con essa i problemi. Il primo problema è stata la cena: nonna Adele serve soltanto un misero piatto di verdure crude; successivamente nonno Felice e Federico si stanno preparando a seguire in TV una partita di calcio quando interviene Adele pretendendo che il bambino recitasse a memoria una poesia imparata per la scuola.il bambino non la ricordava per cui nonna Adele decide, per punizione, di vietare la visione della partita. Arriva l'ora di cena, e nuovamente, viene proposto solo un piatto che nessuno ha apprezzato: questa è la goccia che fa traboccare il vaso per cui nonno Felice coi nipoti fanno credere alla nonna che la sua casa di Roma si sia allagata, costringendo la donna a partire immediatamente. Franco e Ginevra rientrano dalla settimana bianca e danno a nonno Felice una notizia inaspettata.
- Altri interpreti: Gisella Sofio (Nonna Adele, madre di Ginevra)

## Ma diamo i numeri?!
Soggetto & Sceneggiatura: Barbara Cappi e Giorgio Vignali; Fotografia: Adriano Bernacchi
Nonno Felice scopre casualmente che Eva ha la capacità di risolvere a mente, in pochi secondi, calcoli matematici complicatissimi. Decide di parlare della cosa con Franco e Ginevra che vedono in questa capacità della bambina un'importante possibilità per il suo futuro: proprio per questo decidono di convocare l'assistente di un professore rettore di un'importante scuola. Quando si presenta l'assistente, lei stessa constata con stupore, le capacità della bambina e decide di prendere un appuntamento col professore per fare test più approfonditi. L'inserimento della bambina nella nuova scuola porterebbe ad un allontanamento dalla famiglia, da nonno e dagli amici e questa cosa non piace per nulla ad Eva. Con la complicità di nonno Felice, quindi, decidono di mandare a monte l'esame di ammissione alla scuola. Quando pensava che il pericolo fosse scampato, però, nonno Felice fa una scoperta.
- Altri interpreti: Silvia Annicchiarico (prof.ssa De Bellis)

## Il domandone
Soggetto & Sceneggiatura: Barbara Cappi e Giorgio Vignali; Fotografia: Adriano Bernacchi
La famiglia Malinverni è seduta a tavola: nonno Felice non è soddisfatto in quanto, causa lavoro di Franco e Ginevra, sono stati serviti per l'ennesima volta solo cibi surgelati. Dopo cena e dopo le consuete discussioni la famiglia è tutta riunita davanti alla TV per seguire il quiz “Il Domandone”, programma molto amato da Franco, Ginevra e dai bambini, ma molto meno da Felice. Il programma prevede una telefonata fatta a casa di una famiglia estratta a sorte che, se risponderà correttamente a delle domande, vincerà un montepremi di 50.000.000. La famiglia estratta è proprio quella di nonno Felice, quindi tutti si preparano a rispondere alle domande del quiz. Finalmente arriva il grande giorno e sarà proprio Felice a dare la risposta esatta vincendo il montepremi, salvo poi scoprire che questo non è esattamente quello che sperava.
- Guest star: Corrado Tedeschi

## Una bibita clamorosa
Soggetto & Sceneggiatura: Umberto Simonetta; Fotografia: Nevio Sivini
È mattina e la famiglia sta facendo una rapida colazione prima di andare al lavoro o a scuola mentre Felice s'è recato ad acquistare i giornali. La famiglia esce, Felice rimane a casa con Eva e Morena quando si presenta una rappresentante di una ditta che produce aranciata: la donna informa Felice che sono stati estratti per vincere un premio di 5.000.000 a patto che siano in possesso di una bottiglia dell'aranciata che ha organizzato il concorso. Felice non possiede il prodotto, e nemmeno ne conosce l'esistenza, ma attratto dal premio fa di tutto per far credere alla rappresentante di bere sempre il loro prodotto. Quando ormai aveva quasi perso le speranze di riscuotere il premio, rientrano Franco e Ginevra dopo aver fatto la spesa.

## A come astromania
Soggetto & Sceneggiatura: Barbara Cappi e Giorgio Vignali; Fotografia: Adriano Bernacchi
In casa Malinverni è scoppiata la passione per l'astrologia. Tale passione, però, non si limita alla lettura mattutina dell'oroscopo ma va ben oltre, questo con disappunto di Felice che all'astrologia non crede. Franco e Ginevra, oltre che frequentare con assiduità lo studio di una cartomante, prendono come oro colato i consigli che arrivano dell'oroscopo. Questo porta ad alcuni episodi che preoccupano Felice: uno si questi è quello di non mandare a scuola Federico in quanto, secondo l'oroscopo, sarebbe stato un giorno negativo per l'esercitazione prevista dalla scuola. Preoccupato dalla cosa Felice decide di parlarne non la maestra di Federico, senza ottenere successo. Per frenare la passione della sua famiglia per l'astrologia escogita, quindi, uno stratagemma.

## Liberi tutti
Soggetto & Sceneggiatura: Umberto Simonetta e Italo Terzoli; Fotografia: Nevio Sivini
Federico dovrebbe studiare ma non avendone voglia preferisce giocare con nonno Felice che non si oppone. Quando rientra, Ginevra non gradisce l'iniziativa per cui ha una discussione con Felice. Poco dopo suona il dott. Nuvoletti, nuovo abitante del condominio nonché psicologo infantile: ben presto Felice – raccontando la discussione appena avuta con Ginevra – ottiene l'appoggio da parte del professore. La soddisfazione di Felice, però, si trasformerà ben presto in paura quando la radio fornisce la descrizione di un pericoloso malvivente, identico al dott. Nuvoletti. Alla fine emergerà che s'è trattato di un malinteso. Poco dopo rientrano Franco e Ginevra che pongono al professore lo stesso quesito di Felice.
- Altri interpreti: Giovanni Battezzato (Commissario De Pasquale)

## Solo questione di spiriti
Soggetto & Sceneggiatura: Barbara Cappi e Giorgio Vignali; Fotografia: Adriano Bernacchi
Sono ormai alcune notti che Ginevra e Franco non riescono a chiudere occhio a causa di alcuni sinistri rumori che, oltre che a tenerli svegli, mettono loro non poca preoccupazione, al punto da pensare che la casa sia abitata da fantasmi. Felice, non credendo all'esistenza dei fantasmi è molto scettico. Dopo altre notti insonni decidono di interpellare una maga specializzata nella caccia ai fantasmi; tutto ciò nonostante l'opposizione di Felice che sospetta che questa maga sia una ciarlatana. Una volta giunta a casa la maga installa delle strane apparecchiature che, a suo dire, permetterebbero di individuare ed allontanare i fantasmi; questo depone a favore dei sospetti di Felice che, però, non riesce a convincere Franco e Ginevra a cacciarla da casa. Al fine di smascherarla, fa credere che la casa sia realmente abitata da fantasmi: la maga sentendosi derisa abbandona la casa infuriata. Gli strani rumori, però, continuano ma Felice riesce a scoprirne la causa.

## Il problema
Soggetto & Sceneggiatura: Umberto Simonetta; Fotografia: Nevio Sivini
Federico è preoccupato per via di un problema di matematica assegnatogli dalla maestra. Franco e Ginevra, pur essendo contrari all'aiutare i figli nello svolgimento dei compiti, decidono di fare uno strappo alla regola scaricando però l'impegno su Felice. Dopo alcuni infruttuosi tentativi, Felice decida di interpellare il dott. Nuvoletti ma nemmeno lui riesce a risolvere il problema. Per risolvere definitivamente il complesso esercizio Felice decide di chiamare una persona inaspettata.

## Lo scontrino
Soggetto & Sceneggiatura: Umberto Simonetta; Fotografia: Adriano Bernacchi
Eva e Morena si recano al bar sotto casa per acquistare dei gelati, ma si dimenticano di prendere lo scontrino fiscale, per questo motivo rientrano a casa accompagnate da due agenti della Guardia di Finanza. Felice, dopo una iniziale diffidenza e rassicurato della portiera, decide di fare entrare i due agenti; i finanzieri spiegano l'accaduto ed informano Felice che, se non avesse potuto mostrare lo scontrino avrebbero dovuto dargli una multa di 300.000 £. Felice inizia, quindi a cercare lo scontrino, ma senza successo; nel frattempo rientrano Franco e Ginevra che vengono anche loro a conoscenza dell'accaduto. Quando ormai si stavano rassegnando a pagare 300.000 £, Felice escogita uno stratagemma per evitare la multa.
- Altri interpreti: Alessandro Balducci (Signor Mazzon)

## Destinazione maestra
Soggetto & Sceneggiatura: Umberto Simonetta; Fotografia: Nevio Sivini
Federico è alle prese con un tema, assegnatogli dalla maestra, avente come argomento la descrizione della propria famiglia e dei suoi componenti. Il bambino teme scrivere un brutto tema e, quindi, di ricevere un brutto voto; come già in altre occasioni Franco e Ginevra sono contrari ad intromettersi troppo nello studio dei propri figli. Felice, al contrario, vede nel tema una ghiotta occasione per farsi bello agli occhi della maestra di Federico per cui all'insaputa di Franco e Ginevra decide di scrivere lui stesso il tema al posto del bambino; fiutato l'inganno Franco e Ginevra decidono di modificare a loro favore il tema. Arriva il giorno della consegna e Federico torna a casa felice per via del grande successo ottenuto col suo scritto: Franco e Ginevra si illudono che merito del successo sia loro, ma...

## La grande sfida
Soggetto & Sceneggiatura: Barbara Cappi e Giorgio Vignali; Fotografia: Nevio Sivini
Felice viene suo malgrado coinvolto dall'amico Dudù in una scommessa nella quale si impegnava a prendere parte alla Stramilano. Nonostante la contrarietà di Franco e Ginevra, Felice non vuole perdere la scommessa per cui gli viene affiancata un'allenatrice, Lilly, dal carattere e dai metodi ferrei. Gli allenamenti sono durissimi e ben presto Felice sarà stremato per cui vorrebbe rinunciare a partecipare alla corsa podistica: il problema è uscirne senza perdere la scommessa fatta con Dudù per cui decide di escogitare una scusa, ma caso vuole lo stesso Dudù ha avuto la stessa idea. I due amici si sono quindi rassegnati a rinunciare alla partecipazione alla gara, ma Felice deve convincere della cosa Lilli.
- Altri interpreti: Paola Tedesco (Lilly)

## Rose rosse per te...
Soggetto & Sceneggiatura: Umberto Simonetta, Barbara Cappi e Giorgio Vignali; Fotografia: Adriano Bernacchi
Franco e Ginevra stanno per festeggiare il 10º anniversario del loro matrimonio quando in casa Malinverni giungono numerosi costosi regali accompagnati da biglietti dal contenuto inequivocabile, ma firmati con pseudonimi. Felice, in un primo momento, pensa che i regali fossero di Franco, ma Lina, la portiera dello stabile gli mette la pulce nell'orecchio facendogli nascere il sospetto che Ginevra possa avere un amante. Confuso decide di chiedere consigli al dott. Nuvoletti che lo guida nel come risolvere il problema. Felice, quindi, decide di affrontare Ginevra per chiederle spiegazioni sull'autore di questi regali, quando entra Franco che si convince che sia stato Felice ad acquistare i doni. Quando Felice sta per comunicare che non è stato lui ad acquistare i regali, suona il campanello.
- Altri interpreti: Simona Borioni (Ginevra, assistente di Nuvoletti)

## Ciak si gira!!
Soggetto & Sceneggiatura: Umberto Simonetta; Fotografia: Adriano Bernacchi
Felice trova un annuncio di una ditta di produzioni televisive alla ricerca di due gemelline per la realizzazione di uno spot televisivo. Pensando che questa possa essere una esperienza interessante per Eva e Morena Felice decide di parlarne in famiglia: Ginevra si trova favorevole mentre Franco è contrario. Per prendere la decisione finale Franco e Ginevra decidono di chiedere consiglio al dott. Nuvoletti, psicologo infantile: il dottore interpellato da Felice si dichiara favorevole a questa esperienza. Felice, inoltre, decide di far assistere ai provini anche il dott. Nuvoletti.
Arriva il grande giorno e si scopre che Nuvoletti è amico del regista degli spot televisivi. Le gemelline vengono scelte per la realizzazione dello spot ma le bambine non sembrano apprezzare molto il prodotto e ancora meno il finto nonno che il regista ha deciso di affiancarle. Quando ormai la situazione sembra compromessa Felice escogita un'idea.
- Altri interpreti: Gian Fabio Bosco (regista)

## Il giorno della prima
Soggetto & Sceneggiatura: Barbara Cappi e Giorgio Vignali; Fotografia: Adriano Bernacchi
Si avvicina il giorno della Prima Comunione di Federico e come di consueto giungono i regali, assai poco originali; la situazione non piace affatto ad Eva e Morena, che per gelosia, fanno spesso dispetti a Federico. Man mano che passano i giorni fervono i preparativi e arriva il giorno della vigilia: tutta la famiglia è indaffarata negli ultimi preparativi e a Felice viene dato compito di portare gli abiti da cerimonia di Federico e Franco in tintoria a stirare. Felice si reca in tintoria, ma rientrando a casa, contrariamente a quando dettogli da Franco e Ginevra si ferma al bar per scambiare quattro chiacchiere: caso vuole che proprio quando Felice scherza col barista Orazio nel bar entrasse un carabiniere che aveva appena ritirato la divisa dalla lavanderia. Felice si rende ben presto conto di aver lasciato al bar l'abito di Federico e di aver preso quello da carabiniere. La disperazione assale Felice che teme la reazione di Franco e Ginevra, e cerca a tutti i costi di trovare una soluzione, ma senza successo. Arriva la mattina della Prima Comunione e Felice si prepara a raccontare l'accaduto a Franco e Ginevra quando però avrà una felice sorpresa.

## Tanti auguri nonno
Soggetto & Sceneggiatura: Umberto Simonetta; Fotografia: Nevio Sivini
Arriva il giorno del compleanno di Felice, che per questo ha addobbato casa. Al rientro Franco e Ginevra vedendo i festoni, chiedono a Felice quale festa fosse, scoprendo d'essersi completamente dimenticati del compleanno. Come di tradizione il giorno del compleanno nonno Felice spegne le candeline ed inizia il rituale dell'apertura dei numerosi regali ricevuti. Felice si renderà ben presto conto che i regali non si distinguono certo per originalità e varietà, trattandosi di guanti in lana, sciarpe e pigiami in flanella. Quando ormai Felice aveva perso la speranza di ricevere il tanto desiderato abbonamento allo stadio, arriva il regalo di Franco e Ginevra.